# Lignincola tropica
Lignincola tropica är en svampart som beskrevs av Kohlm. 1984. Lignincola tropica ingår i släktet Lignincola och familjen Halosphaeriaceae.   Inga underarter finns listade i Catalogue of Life.